# Fanuj (shahrestan)
Fanuj (persiska: شهرستان فنوج, Shahrestan-e Fanuj) är en delprovins (shahrestan) i Iran. Den ligger i provinsen Sistan och Baluchistan, i den sydöstra delen av landet. Administrativt centrum är staden Fanuj.
Delprovinsen hade 49 161 invånare vid folkräkningen 2016.